# Ib Hansen (maler)
 Der er flere personer med dette navn, se Ib Hansen.
Ib Holm Hansen (15. februar 1928 i Kolding – 15./21. marts 1945 i koncentrationslejren Hannover-Stöcken, Tyskland) var en dansk maler og modstandsmand, bror til Preben Hansen.
Han var søn af maleren Thorvald Hansen og Emma Augusta Holm, lærte at male hos faderen og debuterede i 1942 som 14-årig på Kunstnernes Efterårsudstilling som denne udstillings hidtil yngste deltager. Trods sin unge alder havde Ib Hansens malerier en modenhed og en sikker farvesans, der imponerede samtiden. Ib Hansens motivkreds bestod, ligesom for faderens vedkommende, af opstillinger, portrætter, interiører samt by- og landskabsbilleder. Udtrykket var præget af ro, enkelhed og harmoni, med behændigt afstemte, bløde farvenuancer.
Familien Hansen var aktiv i DKP og var under besættelsen involveret i en illegal bladgruppe i Aarhus. Hele familien blev angivet af Grethe Bartram, og 6. juni 1944 blev familien anholdt af Gestapo. Ib Hansen blev sendt til Horserødlejren, Frøslevlejren og endte i Tyskland, hvor han døde i koncentrationslejren Hannover-Stöcken en måned efter sin 17-års fødselsdag.

## Udstillinger
- Kunstnernes Efterårsudstilling 1942-43 og 1946
- Den Polykrome 1945 (mindeophængning)

Separatudstillinger:
- Aarhus 1943; Aarhus 1944; Silkeborg 1944
- Mindeudstilling, Aarhus Kunstmuseum m.fl. 1969 (s.m. faderen Thorvald Hansen)

## Værker
- Opstilling med æble på lyserødt papir (1940, Bornholms Kunstmuseum)
- Siddende model (1941)
- Portræt af kunstnerens mor (1941)
- Opstilling med violinkasse (1941)
- Interiør med bord (1942)
- Selvportræt (1942)
- Vej ved Sanskås, Asta Nielsen (1943, Bornholms Kunstmuseum)
- Figur med grøn trøje (1943)
- Fra den gamle kirkegård (1943)
- Drivhuse (1943)
- Kolonihaven (1944)
- Både i åen (1944)